# 大津市民病院
地方独立行政法人市立大津市民病院（しりつおおつしみんびょういん）は、滋賀県大津市にある医療機関。地域医療支援病院である。
2017年（平成29年）4月1日より、『地方独立行政法人市立大津市民病院』と改称した。

## 施設
救急診療「ERおおつ｣は24時間・365日体制で、本館屋上にヘリポートも有する。
- 本館
  - ヘリポート
  - 第1種感染症病床（2床）
  - 第2種感染症病床（6床）
  - 神経難病治療センター（20床）
  - 緩和ケア（ホスピス）病棟（20床）
- 別館
  - 健診センター
- 放射線治療棟
- 管理棟
- 第1駐車場（211台収納）
- 第2駐車場（307台収納）

### 付属施設
- 市立大津市民病院付属看護専門学校 - 1984年（昭和59年）4月に開設され[5]、1987年（昭和62年）1月19日に大津市石場へ移転した[6]。（大津市石場10-53）

## 診療科
- 総合内科
- 内科（腎臓内科、糖尿病・内分泌内科、血液内科）
- 消化器内科
- 呼吸器内科
- 呼吸器外科
- 脳神経内科
- 循環器内科
- 精神・心療内科
- 小児科
- 外科・消化器外科・乳腺外科
- 整形外科
- 脳神経外科
- 心臓血管外科
- リハビリテーション科
- 産婦人科
- 眼科
- 耳鼻咽喉科
- 泌尿器科
- 皮膚科
- 歯科口腔外科
- 放射線科
- 麻酔科
- 形成外科
- 病理診断科
- 感染症科
- 救急診療科
- 緩和ケア科

## 医療機関の指定等
- 保険医療機関
- 労災保険指定医療機関
- 指定自立支援医療機関（更生医療・育成医療・精神通院医療）
- 身体障害者福祉法指定医の配置されている医療機関 臨床研修病院
- 生活保護法指定医療機関機関
- 特定疾患治療研究事業委託医療機関
- 原子爆弾被害者医療指定医療機関
- 小児慢性特定疾患治療研究事業委託医療機関
- 原子爆弾被害者一般疾病医療取扱医療機関
- 地域医療支援病院
- 災害拠点病院
- 臨床研修指定病院
- 第一種感染症指定医療機関（エボラ患者受け入れ機関）
- 第二種感染症指定医療機関
- 公害医療機関
- 母体保護法指定医の配置されている医療機関

## 歴史
1879年（明治12年）7月に、県が假避病舎を設置したのが始まりである。その後、1899年（明治32年）7月に大津伝染病院が開院、1907年（明治40年）7月に大津市圓山病院と名称変更し、1937年（昭和12年）4月に、大津市、滋賀郡雄琴村、坂本村、下阪本村の組合立伝染病院として、大津回生病院が膳所平尾町に開院した。
第二次世界大戦後に進駐軍の軍政部から大津市長への申入れを受けて、伝染病以外にも診察範囲を広げることになり、大津回生病院の建物を活用して、1948年（昭和23年）8月に大津市立病院が開院した。
この大津市立病院は「新設廉価」を掲げた市民向け医療機関として運営されるようになった。
1963年（昭和38年）12月に竣工した地下1階・地上5階建ての新館に、1964年（昭和39年）1月に移転して新装開業した。この新館では、主要な機能は同一の建物内に配置されたが、伝染病棟は隣接する形で設置された。
その後、1984年（昭和59年）4月に新病棟や管理棟の建設を含めた総合整備事業が完了して機能が拡充された。
さらに、同一敷地内に併設されていた付属看護専門学校は石場のガスタンクの跡地に移転することになり、1987年（昭和62年）1月19日に新校舎へ移転した。
その後、外来や検査などの機能拡充を図るために大規模な増改築をすることになった。この改築は大津市の100周年記念事業の一環としても行われた。1996年（平成8年）10月26日に滋賀県内初とされたホスピス病棟の新設を含む増改築を行い、1999年（平成11年）3月に新病棟が竣工した。ノースリッジ地震や兵庫県南部地震では免震構造の建築物に被害がなかったため、大津市民病院も免震構造を採用した。また、ガス管に用いる継手も免震構造用の金属フレキ管継手を用いることになった。
2017年（平成29年）4月1日には、地方独立行政法人化し、名称を市立大津市民病院に変更。
2022年（令和4年）2月になり、当病院に勤務する京都大学系の外科系を中心とした医師32人が退職を表明していることが表面化し、問題となった。退職の意向を示している医師らは、理事長の北脇城（京都府立医科大学出身）により、一方的に人員の削減や交代を迫られるなどのパワーハラスメントがあったと主張。理事長はパワハラを否定したが、第三者委員会は理事長の言動が京都大学側の不信感を招いたことを指摘。パワハラは認められないとしたが、理事長は辞任、理事長は2022年3月末をもって退任した。院長も4月17日付での辞任を発表したが、「肩書の変更で責任を取る」などとしてその後新たに院長代行に就任した。看護師の離職率も11.6％（2021年）と大きく、患者は激減し過去最大の赤字を計上。2022年4月、再生を託され日野明彦（京都府立医科大学出身）が院長に就任。医療ジャーナリストの千田敏之は、京都大学医学部と京都府立医科大学医学部は鴨川を挟んで位置し、伝統的に対抗意識が強く、京都府立医科大学出身の医師が多い同病院では、各診療科の部長クラスのポストを同大学の教授が握っていると指摘した。

### 年表
- 1899年（明治32年）7月 - 大津伝染病院が開院。
- 1907年（明治40年）7月 - 大津市圓山病院と名称変更。
- 1937年（昭和12年）4月 - 膳所平尾町に組合立・伝染病院・大津回生病院が開院[1]。
- 1948年（昭和23年）8月 - 大津回生病院の建物[2]、大津市立病院が開院[1]。
- 1950年（昭和25年）4月 - 大津市国民健康保険病院と改称。
- 1953年（昭和28年）4月 - 国民健康保険直営大津市民病院と改称。
- 1964年（昭和39年）1月 - 新館に移転[1][7]。
- 1984年（昭和59年）4月 - 大津市民病院付属看護専門学校を開設[5]。
- 1986年（昭和61年）3月 - 大津市民病院付属高等看護学院の最後の学生が卒業し、閉校[26]。
- 1987年（昭和62年）1月19日 - 大津市民病院付属看護専門学校が新校舎へ移転[6][注釈 1]。
- 1989年（平成元年）9月 - 駐車場棟が完成[27]。
- 1999年（平成11年）3月 - 新病棟へ移転[28]。
- 2000年（平成12年） - 旧本館を解体し第2立体駐車場を新設。旧新館を改築し現別館として整備。第1種感染症指定医療機関に指定される。
- 2003年（平成15年）6月 - 地域医療支援病院に指定される。
- 2017年（平成29年）4月 -  地方独立行政法人市立大津市民病院へ移行。

## 周辺
- 国道1号
- 大津市立やまびこ総合支援センター
- 太平洋セメント大津SS
- ドラッグユタカ大津市民病院前店
- コープぜぜ
- 本宮調剤薬局
- 大津本宮郵便局
- 救護施設滋賀保護院[29]

## アクセス
電車
- JR琵琶湖線（東海道本線）膳所駅または京阪石山坂本線京阪膳所駅下車、徒歩10分。

バス
- 近江鉄道バス
  - 石山駅発着（滋賀病院玄関前経由）
    - 「大津市民病院玄関前」停留所下車、徒歩すぐ。

  - びわ湖浜大津駅発着（停留所名は「浜大津」。大津駅経由）
    - 「大津市民病院」停留所下車、徒歩1分。

自動車
- 名神高速道路 大津ICより車で5分、国道1号沿い。

タクシー
- 琵琶湖線（東海道本線）大津駅より10分。